# Альсевосмиевые
Альсевосмиевые (лат. Alseuosmiaceae) — семейство цветковых растений порядка Астроцветные (Asterales). Содержит 4 рода и около 10 видов.

## Ботаническое описание
Представители альсевосмиевых — кустарники с простыми листьями, расположенными очерёдно, мутовчато или по спирали. Края листьев цельные или зубчатые. Одиночные цветки расположены на верхушках побегов или в пазухах, они также могут быть собраны в щитки или, редко, кисти. Плод — ягода.

## Ареал
Альсевосмиевые встречаются в Австралии, Новой Каледонии и Новой Зеландии.

## Таксономия
Включает следующие роды:
- Alseuosmia A.Cunn.
- Crispiloba Steenis
- Platyspermation Guillaumin
- Wittsteinia F.Muell.